# Ellis Wynne

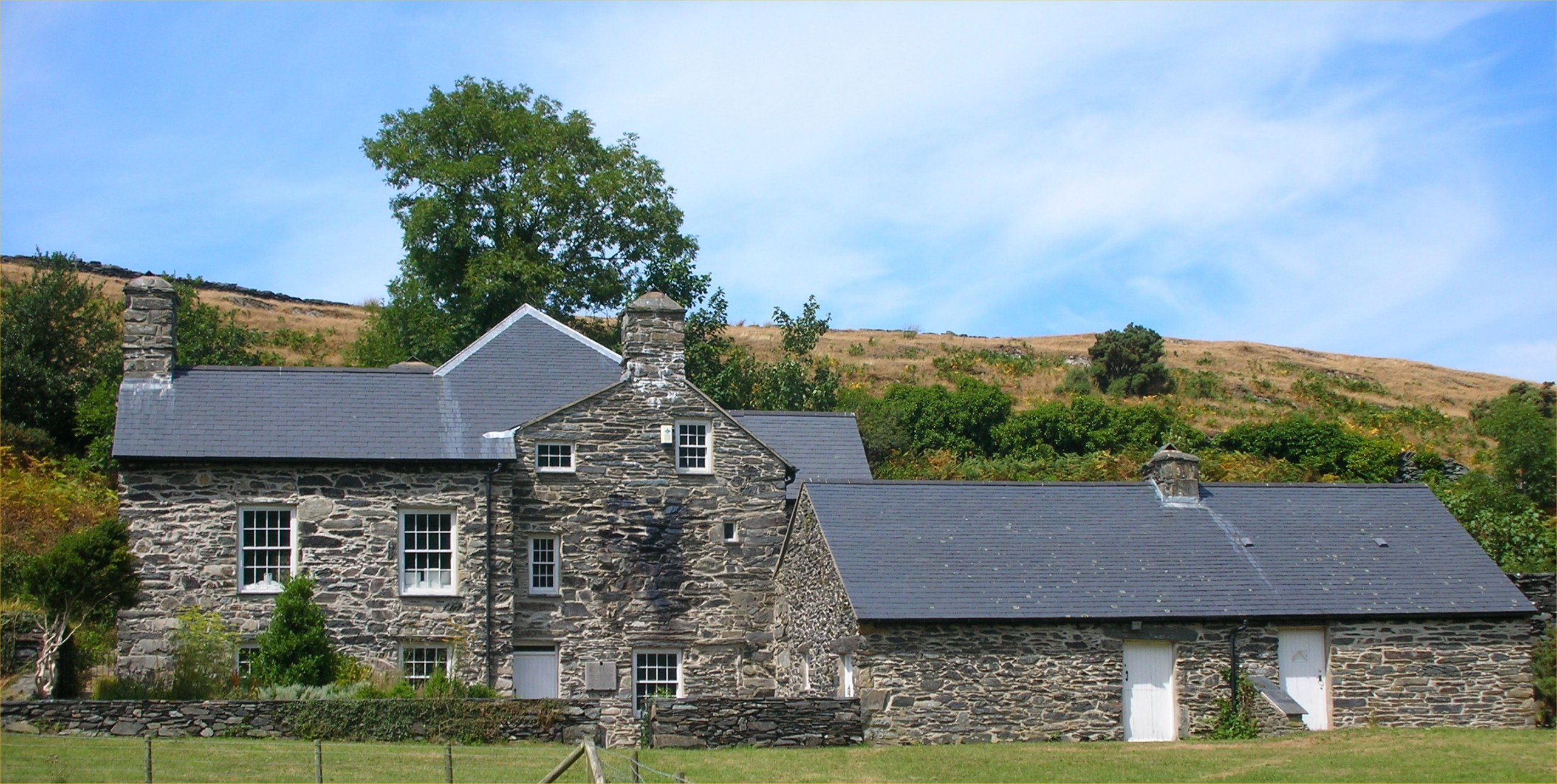
Lasynys Fawr

Ellis Wynne, né le 7 mars 1671 et mort le 13 juillet 1734, est un pasteur et écrivain gallois, auteur des textes parmi les plus importants et les plus influents de la littérature de langue galloise.

## Biographie
Né à Lasynys Fawr près de Harlech, dans le Gwynedd, Wynne excelle à l'école et entre à Jesus College, Oxford le 1er mars 1692. Faute de preuves, il y a un débat sur la question de savoir s'il a obtenu un diplôme ou non, mais la tradition locale suggère qu'il étudiait le droit avant d'être convaincu d'entrer dans les ordres par un ami, Humphrey Humphreys, évêque anglican de Bangor et par la suite d'Hereford[réf. nécessaire]. Wynne se marie pour la première fois à l'église de Llanfihangel-y-traethau en 1698. Il est ordonné prêtre en décembre 1704 et tient le bénéfice ecclésiastique de Llandanwg, Llanbedr et de Llanfair.